# Stridsvagnsmina m/52B
Stridsvagnsmina m/52B är en tryckutlöst mina som används av svenska Försvarsmakten. Beroende på hur minan ligger under bandet eller hjulet varierar skadorna på bärhjul, band, upphängningar och axlar. Minan består av minkropp med hölje av kryssfanér, mintändare m/47 och brytutlösare m/49 med brytkryss. Stridsvagnsmintändare 4 med adapter kan användas tillsammans med stridsvagnsmina m/52B.
Med mintändare m/47 och brytutlösare m/49 med brytkryss behövs en belastning på 2000 N (200 kg) eller vid kantbelastning cirka 1000 N (100 kg). Minan med denna aptering är återtagningsbar om det inte finns röjningsskydd på den.

## Minlåda/minhäck
Minan transporteras i minlåda med 2 minor (vikt 22 kg) eller i minhäck med 10 minor och mintändarmateriel (vikt 110 kg).